# نمایش استعدادیابی

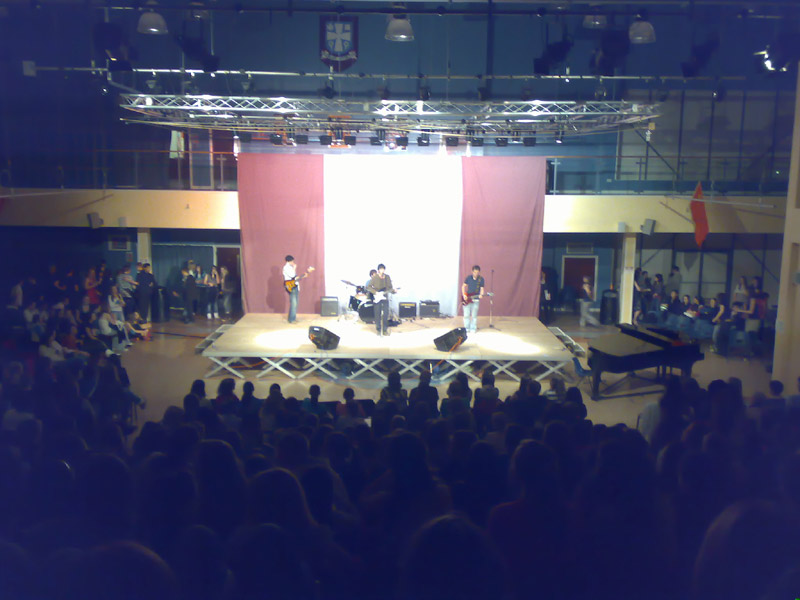
اجرای نمایش استعداد یابی در دبیرستان سنت Ninian در گلاسکو، اسکاتلند.

نمایش استعدادیابی (به انگلیسی: Talent show) به رویدادی گفته می‌شود که شرکت کنندگان، استعداد و توانایی خود را برای بازیگری، آواز خواندن، رقص، آکروبات بازی، ضربت زنی، هنرهای رزمی، نواختن یک ساز، و سایر فعالیت‌ها را، برای به نمایش گذاشتن یک شکل منحصر به فرد از استعداد، و در مواردی برای پاداش، جایزه و پیروزی انجام می‌دهند. در سال‌های اخیر، اجرای این گونه نمایش‌ها، تبدیل به سبک سریال‌های واقع‌نما شده‌است.